# Съншайн Коуст
Съншайн Коуст (на английски: Sunshine Coast; в превод „Слънчево крайбрежие“) е градски район в Австралия. Населението му е 294 367 жители (2016 г.). Намира се на 100 км северно от град Бризбейн. Средната годишна температура е около 20,5 градуса.